# 133747 Robertofurfaro
133747 Robertofurfaro este o planetă minoră (asteroid), cu un diametru de 4,47 km, din centura de asteroizi. A fost descoperită pe 16 noiembrie 2003 la Catalina Station⁠(d) de Catalina Sky Survey. 
Obiectul prezintă o orbită caracterizată de o semiaxă mare de 2,7339565256613 UAi, o excentricitate de 0,2, o înclinație de 8,5 ° în raport cu ecliptica.